# أوكسيليثوس (إففويا)
أوكسيليثوس (Οξύλιθος) هي مدينة في إففويا في مقاطعة كينتريكي إلادا في اليونان.